# Alabama Thunderpussy
Pour les articles homonymes, voir Alabama (homonymie).
Alabama Thunderpussy est un groupe de heavy metal américain, originaire de Richmond, en Virginie.

## Biographie
Le groupe est formé en 1996 par Bryan Cox, Erik Larson et Asechiah Bogdan. Bill Storms et Johnny Throckmorton le rejoignent plus tard et ATP signe en 1998 chez Man's Ruin Records. La même année, ils sortent leur premier album Rise Again et enregistrent River City Revival qui sortira en 1999. En 2000, ils publient Constellation et en 2002, Staring at the Divine. Ils quittent alors leur label et se séparent également de leur chanteur Johnny Throckmorton pour signer chez Relapse Records et pour engager Johnny Weils. Le premier album avec le nouveau chanteur est Fulton Hill, publié le 25 mai 2004,. Pour des raisons inconnues, Weils quitte le groupe et est remplacé par Kyle Thomas, ancien membre des groupes Floodgate et Exhorder.
Les membres d’Alabama Thunderpussy apparaissent dans plusieurs projets annexes. Larson sort deux albums solo dont le dernier en 2005. Il a également fait partie d’Axehandle avec Bryan Cox et Ryan Lake. Erik fera bientôt partie du groupe Birds of Prey avec une sortie prévue le 25 juillet 2006. Bryan Cox fait, quant à lui, partie du groupe instrumental Suzikiton et est apparu sur l’une de leurs sorties : Service Repair Handbook. L’ancien chanteur Johnny Throckmorton est maintenant le bassiste de The Foundation Band. Open Fire, le dernier album du groupe est sorti le 6 mars 2007 chez Relapse Records.

## Membres

### Derniers membres
- Kyle Thomas - chant[1]
- Erik Larson - guitare[1]
- Ryan Lake - guitare[1]
- Mike Bryant - basse[1]
- Bryan Cox - batterie[1]

### Anciens membres
- Johnny Throckmorton - chant (1996-2002)[1]
- Asechiah « Cleetus LeRoque » Bogden - guitare[1]
- Sam Krivanec - basse[1]
- John Peters - basse[1]
- Johnny Weils - chant[1]

## Discographie

### Albums studio
- 1998 : Rise Again
- 1999 : River City Revival
- 2000 : Constellation
- 2002 : Staring at the Divine
- 2004 : Fulton Hill
- 2007 : Open Fire

### Compilation
- 2000 : Right In The Nuts: A Tribute to Aerosmith (10 juillet chez Small Stone Records)